# アレキサンダー・セルカーク

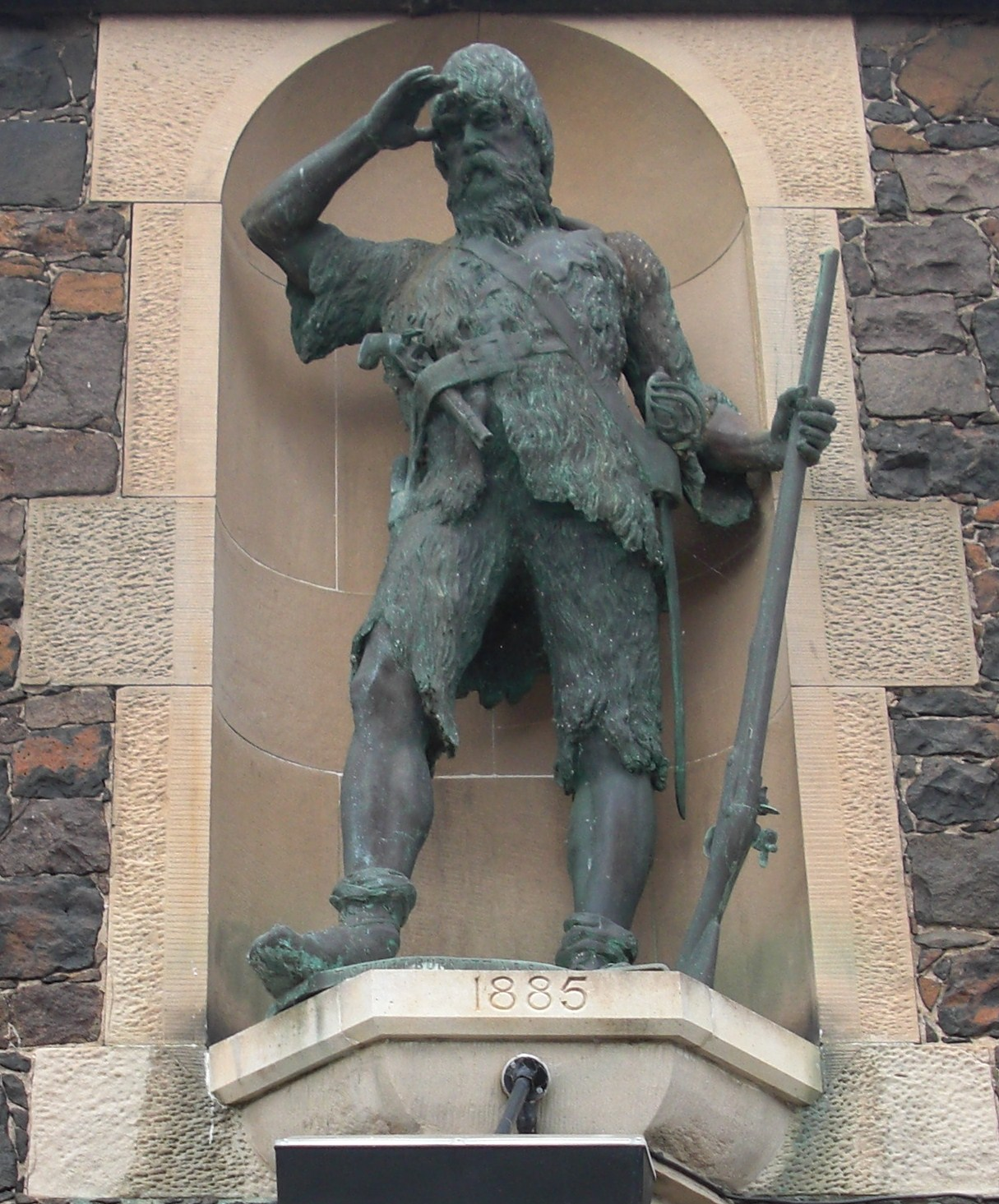
アレキサンダー・セルカーク

アレキサンダー・セルカーク（英: Alexander Selkirk, 生名セルクレイグ (Alexander Selcraig) 、1676年 - 1721年12月13日）は、遭難者として無人島で4年間を過ごしたスコットランドの水夫。彼の苦難は、ダニエル・デフォーの『ロビンソン・クルーソー』の素材の1つとなっているのではないかと推測する見解がある。

## 略歴

### 若年時代
1676年、スコットランド、ファイフのロウアー・ラルゴ村で、靴屋・製革業者の息子として生まれる。若い頃の彼は喧嘩早く乱暴で、1695年8月27日、教会における無作法な態度のかどで長老会議に召喚されたが、彼は出頭せず、逃亡して船乗りになった。
はじめ彼は南洋への海賊遠征に参加し、1703年には著名な私掠船長・探検家であるウィリアム・ダンピアの遠征に参加した。ダンピアはセント・ジョージ号の船長だったが、セルカークはその僚艦であるガレオン船シンク・ポーツ号の船長トーマス・ストラドリングのもとで航海長となった。翌年の10月、シンク・ポーツ号は、ストラドリングとダンピアのいさかいが元でセント・ジョージ号と別れた後、食料と水を補給するためファン・フェルナンデス諸島の無人島に停泊した。ここでセルカークは船の耐久性に強い懸念を抱き、船員仲間数名に、別の船が来ることを期待して島に残ることを提案した（実際、シンク・ポーツ号は後日、多くの乗組員とともに沈んだ）。しかし誰1人としてセルカークに賛同しなかった。セルカークの起こす揉め事に嫌気がさしていたストラドリングは、セルカークの望みを叶え、セルカーク1人だけを島に残すことにした。セルカークはすぐに後悔した。彼はシンク・ポーツ号を追いかけ、呼びかけたが、徒労に終わった。セルカークは4年4か月にわたり、ファン・フェルナンデス諸島で孤独に暮らすことになった。彼が持っていたのはマスケット銃、火薬、大工道具、ナイフ、聖書、それに衣服だけであった。

### 難船生活
セルカークは始め、野獣への恐れと彼自身の偏執から、海岸で暮らした。内陸方向から聞こえる奇妙な音におびえた。彼はこれを危険な獣の声だと考えた。この頃の彼は、小さな洞窟に住んで貝を食べながら、救助の船を求めて毎日海を眺めたが、深い孤独感や憂鬱、そして後悔の念に苛まれるばかりであった。その後、交尾期の訪れた騒がしいアシカたちが海岸に群がるようになったため、彼は島の内陸部へと追いやられた。
そこでは、彼の生活はかなり快適になった。さまざまな新たな食糧源をみつけたからだ。1つは彼の前に訪れた水夫達によって持ち込まれ、野生化したヤギの群れである。ヤギは食肉になり、その乳も食料となった。また、野生のカブ、キャベツ、胡椒の実が、彼の食事に彩りを添えた。ヤギ同様外部から持ち込まれた生物であったネズミは、逆に彼をもっともわずらわせた。夜になると、ネズミ達はセルカークをかじりに来たのだ。しかし、同じくらい野生化したネコを飼い慣らして一緒に暮らすことで、彼は熟睡することができるようになった。
セルカークは、船から持ち出したり後には島にあった材料から自分で作り出したりした器具を巧みに使いこなした。彼はピメントの木から小屋を2つ建て、マスケット銃やナイフでヤギを狩り出してさばいていった。しかし、火薬が残り少なくなってくると、走って獲物を追いかけざるを得なくなってきた。その結果、崖から転落しておよそ24時間のあいだ意識不明になるほどの重傷を負うこともあった（偶然にも獲物が下敷きになったため脊椎損傷は免れた）。また、彼は自分の感情を良い状態に保ち、英語を忘れずにいる上で有益だと思って、しばしば聖書をも拾い読みした。
衣服がすり切れると、セルカークは釘で山羊皮を縫って新たに衣服を作った。彼の父は革鞣工だったため、幼少の頃に教え込まれた技術が、この無人島で大いに役立ったのである。セルカークの靴が壊れてしまったときには、彼の足には分厚いタコができて硬くなっていたため、もはや靴は必要なかった。彼は、浜に残された樽を締めていた鉄製の輪から新たにナイフも鍛造した。
彼が脱出する以前に、2隻の船が島を訪れていた。両方ともスペイン船であった。スコットランド人であり、私掠海賊であった彼にとって、スペイン船に捕まることは死よりもつらい運命を意味していた。そのため、彼はスペイン船に見つからないようにした。
待ちに待った救助の時は、1709年2月2日に訪れた。前述のウィリアム・ダンピアに先導された私掠船デューク号である。セルカークはデューク号の船長ウッズ・ロジャーズによって発見された。ロジャーズはセルカークを島の総督と呼んだ。発見されたとき、4年も遭難生活を続けていたセルカークは、喜びのあまり完全に取り乱していた。敏捷なセルカークは日に2、3頭のヤギを捕らえ、ロジャーズの部下たちの健康回復の助けとなった。ロジャーズはセルカークを部下として招き、自分の拿捕した船の独自指揮権まで与えた。ロジャーズの著書 "A cruising voyage round the world: first to the South-Sea, thence to the East-Indies, and homewards by the Cape of Good Hope" は、セルカークの過酷な体験談を添えて1712年に刊行された。
ジャーナリストのリチャード・スティールは、セルカークに島での孤独な生活についてのインタビューを行い、1713年12月1日付けの「The Englishman」にセルカークに関する有名な記事を書いた。
1717年にセルカークはロウアー・ラルゴ村に帰ったが、わずか数か月しか滞在しなかった。彼は村で16歳の酪農婦ソフィア・ブルースと出会い、2人でロンドンに駈落ちしたが、明らかに正式な結婚はしていなかった。同じく1717年の3月、彼はふたたび船乗りになった。プリマス逗留中に、彼は夫を亡くした宿屋の女主人と結婚した。航海日誌によれば、彼は王室船ウェイマス号に艦長補佐として乗船していた1721年12月13日午後8時に死亡した。死因は、この船上で爆発的にまん延した黄熱病であったと考えられている。彼はアフリカの西海岸の沖合で水葬に付された。

## ファン・フェルナンデス諸島
1966年1月1日、セルカークが滞在した島は、公式にロビンソン・クルーソー島と改称された。同時に、ファン・フェルナンデス諸島の最西端の島は、セルカークはおそらく目にしたことすらなかっただろうが、アレハンドロ・セルカーク島と改称された。

## セルカークの住居跡の考古学的発見
2005年、探検家の髙橋大輔がリーダーを務める探検隊がロビンソン・クルーソー島内でセルカークの住居跡を探し、焚火跡の炭と、その炭に混じった「ディバイダ（割りコンパス）」と呼ばれる航海用具を、深さ約2メートルの地中から発見した。
この炭の年代はセルカークの時代に該当していることが後の調査で判明した。17〜18世紀初頭にかけて同島に着船した船の記録は少なく、その中でも航海士であったセルカークはディバイダを日常的に使う職務に就いており、ディバイダはセルカークが漂流中に所持していた物品のリストとも一致していた。髙橋によれば、このことがセルカークの住居跡の発見の決め手となったという。

## セルカークの登場する書籍
- アラン・コールとクリス・バンチによるSFシリーズ "Sten Adventures" の第2巻 "The Wolf Worlds" で、スコットランド人の登場人物アレックスが不時着後の自分たちの苦境をセルカークになぞらえて嘆く場面がある。
- セルカークは、ジョシュア・スローカム (Joshua Slocum) による『スプレー号世界周航記』 ("Sailing Alone Around The World") において言及されている。ファン・フェルナンデス諸島に滞在中、スローカムは、セルカークが滞在したことを記した記念碑を詣でている。
- チャールズ・ディケンズは、『ピクウィック・クラブ』の第2章で、セルカークを比喩として用いている。「バルダー大佐とトマス・クラバー卿はかぎ煙草入れを交換して、まるで二人ともが『見渡す限りのものすべての支配者』アレクサンダー・セルカークでもあるかのような様子を見せた」。
- 詩「Inniskeen Road: July Evening」において、詩人パトリック・カヴァナー (Patrick Kavanagh) は、放浪中の自分の孤独をセルカークのそれに擬している。

| 「 | Oh, Alexander Selkirk knew the plight Of being king and government and nation. A road, a mile of kingdom, I am king Of banks and stones and every blooming thing. ああ、アレクサンダー・セルカークは知っていた 王であり政府であり国家であるとはいかなることかを この王国に果てしなくつづく道を行くとき 川岸と石ころと華やげるすべてのものの私は王だ | 」 |

### その他の資料
- Diana Souhami, Selkirk's Island: The True and Strange Adventures of the Real Robinson Crusoe, (2001) ISBN 0-15-100526-5
- Daisuke Takahashi（髙橋大輔）, In Search of Robinson Crusoe, (2002) ISBN 0-8154-1200-2
- 髙橋大輔『ロビンソン・クルーソーを探して』新潮文庫（2002年）
- Robert Krauske, "Marooned: The Strange but True Adventures of Alexander Selkirk, The Real Robinson Crusoe", (2005) ISBN 0-618-56843-3